# Quênia nos Jogos Olímpicos de Verão de 1996
O Quênia participou dos Jogos Olímpicos de Verão de 1996 em Atlanta, Estados Unidos. A delegação foi composta por 52 desportistas.

## Medalhas
| Atleta           | Esporte   | Evento                          | Medalha |
| ---------------- | --------- | ------------------------------- | ------- |
| Joseph Keter     | Atletismo | 3000 m com obstáculos masculino | Ouro    |
| Paul Bitok       | Atletismo | 5000 m masculino                | Prata   |
| Moses Kiptanui   | Atletismo | 3000 m com obstáculos masculino | Prata   |
| Pauline Konga    | Atletismo | 5000 m feminino                 | Prata   |
| Paul Tergat      | Atletismo | 10000 m masculino               | Prata   |
| Stephen Kipkorir | Atletismo | 1500 m masculino                | Bronze  |
| Fred Onyancha    | Atletismo | 800 m masculino                 | Bronze  |
| Eric Wainaina    | Atletismo | Maratona masculina              | Bronze  |

## Desempenho

### Atletismo
Masculino
| Atleta                                                                 | Evento                | Eliminatórias | Eliminatórias | Quartas-de-final | Quartas-de-final | Semifinais  | Semifinais  | Final       | Final             |
| Atleta                                                                 | Evento                | Res.          | Pos.          | Res.             | Pos.             | Res.        | Pos.        | Res.        | Pos.              |
| ---------------------------------------------------------------------- | --------------------- | ------------- | ------------- | ---------------- | ---------------- | ----------- | ----------- | ----------- | ----------------- |
| Donald Onchiri                                                         | 100 m                 | 10.66         | 7º/bat. 9     | Não avançou      | Não avançou      | Não avançou | Não avançou | Não avançou | Não avançou       |
| Joseph Gikonyo                                                         | 200 m                 | 20.88         | 5º/bat. 3     | Não avançou      | Não avançou      | Não avançou | Não avançou | Não avançou | Não avançou       |
| Samson Kitur                                                           | 400 m                 | 45.39         | 2º/bat. 7     | 45.03            | 3º/bat. 1        | 45.17       | 5º/bat. 1   | Não avançou | Não avançou       |
| Kennedy Ochieng                                                        | 400 m                 | 45.99         | 5º/bat. 5     | 45.72            | 8º/bat. 2        | Não avançou | Não avançou | Não avançou | Não avançou       |
| Charles Gitonga                                                        | 400 m                 | 45.62         | 4º/bat. 2     | DNS              | DNS              | Não avançou | Não avançou | Não avançou | Não avançou       |
| Fred Onyancha                                                          | 800 m                 | 1:46.07       | 2º/bat. 7     |                  |                  | 1:44.02     | 3º/bat. 2   | 1:42.79     | Medalha de bronze |
| David Kiptoo                                                           | 800 m                 | 1:45.11       | 1º/bat. 4     |                  |                  | 1:43.90     | 2º/bat. 3   | 1:44.19     | 6º                |
| Philip Kibitok                                                         | 800 m                 | 1:45.34       | 1º/bat. 2     |                  |                  | 1:45.58     | 3º/bat. 1   | Não avançou | Não avançou       |
| Stephen Kipkorir                                                       | 1500 m                | 3:36.70       | 2º/bat. 3     |                  |                  | 3:35.29     | 2º/bat. 2   | 3:36.72     | Medalha de bronze |
| Laban Rotich                                                           | 1500 m                | 3:35.88       | 1º/bat. 1     |                  |                  | 3:33.73     | 5º/bat. 1   | 3:37.39     | 4º                |
| William Tanui                                                          | 1500 m                | 3:37.72       | 2º/bat. 4     |                  |                  | 3:33.57     | 4º/bat. 1   | 3:37.42     | 5º                |
| Paul Bitok                                                             | 5000 m                | 13:54.45      | 2º/bat. 3     |                  |                  | 13:27.61    | 2º/bat. 1   | 13:08.16    | Medalha de prata  |
| Tom Nyariki                                                            | 5000 m                | 13:51.47      | 3º/bat. 2     |                  |                  | 14:03.21    | 1º/bat. 2   | 13:12.29    | 5º                |
| Shem Kororia                                                           | 5000 m                | 14:02.75      | 2º/bat. 1     |                  |                  | 13:27.50    | 1º/bat. 1   | 13:14.63    | 9º                |
| Paul Tergat                                                            | 10000 m               | 27:50.66      | 2º/bat. 1     |                  |                  |             |             | 27.08.17    | Medalha de prata  |
| Josphat Machuka                                                        | 10000 m               | 28:14.27      | 2º/bat. 2     |                  |                  |             |             | 27:35.08    | 5º                |
| Paul Koech                                                             | 10000 m               | 28:17.48      | 3º/bat. 2     |                  |                  |             |             | 27:35.19    | 6º                |
| Eric Wainaina                                                          | Maratona              |               |               |                  |                  |             |             | 2:12:44     | Medalha de bronze |
| Lameck Aguta                                                           | Maratona              |               |               |                  |                  |             |             | 2:22:04     | 52º               |
| Ezequiel Bitok                                                         | Maratona              |               |               |                  |                  |             |             | 2:23:03     | 56º               |
| David Kimutai                                                          | 20 km marcha atlética |               |               |                  |                  |             |             | 1:25:01     | 23º               |
| Justus Kavulanya                                                       | 20 km marcha atlética |               |               |                  |                  |             |             | 1:27:49     | 40º               |
| Julius Sawe                                                            | 20 km marcha atlética |               |               |                  |                  |             |             | DSQ         | DSQ               |
| Erick Keter                                                            | 400 m com barreiras   | 49.03         | 3º/bat. 3     |                  |                  | Não avançou | Não avançou | Não avançou | Não avançou       |
| Gideon Biwott                                                          | 400 m com barreiras   | 49.74         | 4º/bat. 6     |                  |                  | Não avançou | Não avançou | Não avançou | Não avançou       |
| Barnabas Kinyor                                                        | 400 m com barreiras   | 49.82         | 7º/bat. 2     |                  |                  | Não avançou | Não avançou | Não avançou | Não avançou       |
| Joseph Keter                                                           | 3000 m com obstáculos | 8:30.23       | 1º/bat. 1     |                  |                  | 8:18.90     | 1º/bat. 2   | 8:07.12     | Medalha de ouro   |
| Moses Kiptanui                                                         | 3000 m com obstáculos | 8:30.87       | 2º/bat. 3     |                  |                  | 8:18.91     | 2º/bat. 2   | 8:08.33     | Medalha de prata  |
| Matthew Birir                                                          | 3000 m com obstáculos | 8:27.09       | 2º/bat. 2     |                  |                  | 8:27.16     | 2º/bat. 1   | 8:17.18     | 4º                |
| Julius Chepkwony Simon Kemboi Samson Kitur Kennedy Ochieng Samson Yego | Revezamento 4x400 m   | 3:02.52       | 1º/bat. 3     |                  |                  | 3:01.73     | 3º/bat. 1   | DNS         | DNS               |
| Remmy Limo                                                             | Salto em distância    | 7,46 m        | 37º           |                  |                  |             |             | Não avançou | Não avançou       |
| Jacob Katonon                                                          | Salto triplo          | 16,17 m       | 28º           |                  |                  |             |             | Não avançou | Não avançou       |

Feminino
| Atleta           | Evento   | Eliminatórias | Eliminatórias | Semifinais | Semifinais | Final       | Final            |
| Atleta           | Evento   | Res.          | Pos.          | Res.       | Pos.       | Res.        | Pos.             |
| ---------------- | -------- | ------------- | ------------- | ---------- | ---------- | ----------- | ---------------- |
| Naomi Mugo       | 1500 m   | 4:13.35       | 2º/bat. 2     | 4:20.01    | 11º/bat. 2 | Não avançou | Não avançou      |
| Pauline Konga    | 5000 m   | 15:07.01      | 1º/bat. 3     |            |            | 15:03.49    | Medalha de prata |
| Rose Cheruiyot   | 5000 m   | 15:26.87      | 5º/bat. 2     |            |            | 15:17.33    | 8º               |
| Lydia Cheromei   | 5000 m   | 15:49.85      | 10º/bat. 1    |            |            | Não avançou | Não avançou      |
| Tegla Loroupe    | 10000 m  | 32:28.73      | 4º/bat. 1     |            |            | 31:23.22    | 6º               |
| Sally Barsosio   | 10000 m  | 31:36.00      | 2º/bat. 2     |            |            | 31:53.38    | 10º              |
| Angeline Kanana  | Maratona |               |               |            |            | 2:34:19     | 15º              |
| Joyce Chepchumba | Maratona |               |               |            |            | DNF         | DNF              |
| Selina Chirchir  | Maratona |               |               |            |            | DNF         | DNF              |

### Boxe
| Atleta                 | Peso               | Fase de 32              | Oitavas de final        | Quartas de final       | Semifinais             | Final                  | Final |
| Atleta                 | Peso               | Adversário e resultado  | Adversário e resultado  | Adversário e resultado | Adversário e resultado | Adversário e resultado | Pos.  |
| ---------------------- | ------------------ | ----------------------- | ----------------------- | ---------------------- | ---------------------- | ---------------------- | ----- |
| George Maina Kinianjui | Leve               | KOR Sin E-C. D RSC Rd 3 | Não avançou             | Não avançou            | Não avançou            | Não avançou            | =17º  |
| Peter Bulinga          | Meio-médio-ligeiro | ALG M. Allalou D 3–17   | Não avançou             | Não avançou            | Não avançou            | Não avançou            | =17º  |
| Evans Ashira           | Meio-médio         | UZB N. Atayev D 10–15   | Não avançou             | Não avançou            | Não avançou            | Não avançou            | =17º  |
| Peter Odhiambo         | Meio-pesado        | CMR P. Mbongo D 6–15    | Não avançou             | Não avançou            | Não avançou            | Não avançou            | =17º  |
| Ahmed Rajab Omari      | Pesado             |                         | CAN D. Defiagbon D 4–15 | Não avançou            | Não avançou            | Não avançou            | =9º   |

### Halterofilismo
Masculino
| Atleta                | Categoria | Arranque | Arranque | Arremesso | Arremesso | Total | Total |
| Atleta                | Categoria | Kg       | Pos.     | Kg        | Pos.      | Kg    | Pos.  |
| --------------------- | --------- | -------- | -------- | --------- | --------- | ----- | ----- |
| Collins Okothnyawallo | Até 99 kg | 125,0    | 25º      | 150,0     | 25º       | 275,0 | 25º   |

### Tiro
Masculino
| Atleta     | Evento                | Eliminatórias | Eliminatórias | Final       | Final       |
| Atleta     | Evento                | Res.          | Pos.          | Res.        | Pos.        |
| ---------- | --------------------- | ------------- | ------------- | ----------- | ----------- |
| Anuj Desai | Carabina deitado 50 m | 586           | 49º           | Não avançou | Não avançou |

### Tiro com arco
Masculino
| Atleta         | Prova      | Elim.  | Elim. | Fase de 64                 | Fase de 32             | Oitavas de final       | Quartas de final       | Semifinais             | Final                  | Final |
| Atleta         | Prova      | Pontos | Pos.  | Adversário e resultado     | Adversário e resultado | Adversário e resultado | Adversário e resultado | Adversário e resultado | Adversário e resultado | Pos.  |
| -------------- | ---------- | ------ | ----- | -------------------------- | ---------------------- | ---------------------- | ---------------------- | ---------------------- | ---------------------- | ----- |
| Dominic Rebelo | Individual | 518    | 64º   | ITA M. Frangilli D 142–166 | Não avançou            | Não avançou            | Não avançou            | Não avançou            | Não avançou            | 61º   |

Feminino
| Atleta         | Prova      | Elim.  | Elim. | Fase de 64                   | Fase de 32             | Oitavas de final       | Quartas de final       | Semifinais             | Final                  | Final |
| Atleta         | Prova      | Pontos | Pos.  | Adversário e resultado       | Adversário e resultado | Adversário e resultado | Adversário e resultado | Adversário e resultado | Adversário e resultado | Pos.  |
| -------------- | ---------- | ------ | ----- | ---------------------------- | ---------------------- | ---------------------- | ---------------------- | ---------------------- | ---------------------- | ----- |
| Jennifer Mbuta | Individual | 500    | 64º   | UKR L. Herasymenko D 126–156 | Não avançou            | Não avançou            | Não avançou            | Não avançou            | Não avançou            | 62º   |

Legenda
| Recorde mundial      | Recorde mundial (World record)               |                       | Recorde africano                      | Recorde africano (African) |                                           | Q | Classificado por posição (Qualified) |
| Recorde olímpico     | Recorde olímpico (Olympic record)            | Recorde da América    | Recorde da América (Americas)         | q                          | Classificado por melhor tempo (Qualified) |   |                                      |
| Melhor marca do ano  | Melhor marca do ano (World leading)          | Recorde asiático      | Recorde asiático (Asian)              | DNS                        | Não largou (Did not start)                |   |                                      |
| Recorde nacional     | Recorde nacional (National record)           | Recorde europeu       | Recorde europeu (European)            | DNF                        | Não terminou (Did not finish)             |   |                                      |
| Recorde pessoal      | Recorde pessoal do atleta (Personal best)    | Recorde da Oceania    | Recorde da Oceania (Oceania)          | DSQ / DQ                   | Desclassificado (Disqualified)            |   |                                      |
| Recorde da temporada | Recorde da temporada do atleta (Season best) | Recorde sul-americano | Recorde sul-americano (South America) | NM                         | Sem marca (No mark)                       |   |                                      |